# Wereldkampioenschap schaken 2018

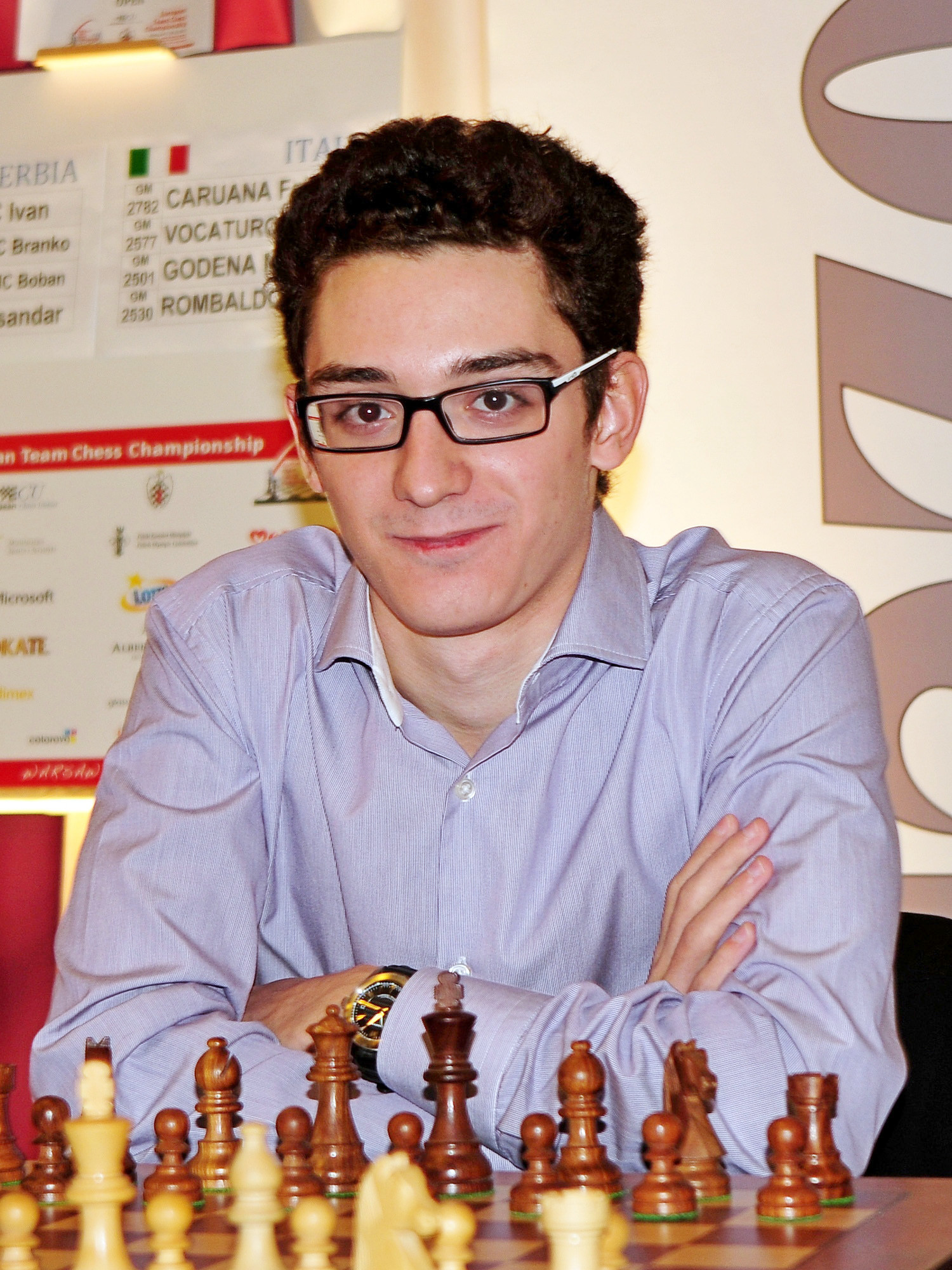
Uitdager Fabiano Caruana

Het wereldkampioenschap schaken 2018 was een schaaktweekamp in Londen tussen regerend wereldkampioen Magnus Carlsen en uitdager Fabiano Caruana. De Noor Carlsen is wereldkampioen sinds 2013, de Amerikaan Caruana werd uitdager door het kandidatentoernooi van 2018 te winnen.
De match begon op 8 november met de openingsceremonie en ging over 12 partijen die allen met een remise eindigden. Dit betekende dat de winnaar bepaald werd door de op 28 november gehouden tie break van rapidpartijen. Deze werd gewonnen door Magnus. Op dezelfde dag werd de prijsuitreiking gehouden waarin hij opnieuw verklaard werd als wereldkampioen.

## Kandidatentoernooi

### Deelnemers
| Kwalificatie                                         | Speler                | FIDE-rating |
| ---------------------------------------------------- | --------------------- | ----------- |
| Verliezer match wereldkampioenschap schaken 2016     | Sergej Karjakin       | 2763        |
| Twee hoogst geëindigde spelers FIDE Wereldbeker 2017 | Levon Aronian         | 2794        |
| Twee hoogst geëindigde spelers FIDE Wereldbeker 2017 | Ding Liren            | 2769        |
| Twee hoogste geëindigde spelers FIDE Grand Prix 2017 | Shakhriyar Mamedyarov | 2809        |
| Twee hoogste geëindigde spelers FIDE Grand Prix 2017 | Alexander Grischuk    | 2767        |
| Twee spelers met de hoogste FIDE-rating              | Fabiano Caruana       | 2784        |
| Twee spelers met de hoogste FIDE-rating              | Wesley So             | 2799        |
| Een speler uitgekozen door de organisatie            | Vladimir Kramnik      | 2800        |

### Uitslag
| Pos. | Schaker               | Gespeeld | Punten | Wit | Zwart | Winst | Remise | Verlies |
| ---- | --------------------- | -------- | ------ | --- | ----- | ----- | ------ | ------- |
| 1    | Fabiano Caruana       | 14       | 9      | 4½  | 4½    | 5     | 8      | 1       |
| 2    | Shakhriyar Mamedyarov | 14       | 8      | 4   | 4     | 3     | 10     | 1       |
| 3    | Sergey Karjakin       | 14       | 8      | 4   | 4     | 4     | 8      | 2       |
| 4    | Ding Liren            | 14       | 7½     | 3½  | 4     | 1     | 13     | 0       |
| 5    | Vladimir Kramnik      | 14       | 6½     | 3   | 2½    | 3     | 7      | 4       |
| 6    | Alexander Grischuk    | 14       | 6½     | 4   | 2½    | 1     | 10     | 3       |
| 7    | Wesley So             | 14       | 6      | 4   | 2     | 1     | 10     | 3       |
| 8    | Levon Aronian         | 14       | 4½     | 2   | 2½    | 1     | 7      | 5       |

## Match
| Speler          | Rating    | 1 9/11 | 2 10/11 | 3 12/11 | 4 13/11 | 5 15/11 | 6 16/11 | 7 18/11 | 8 19/11 | 9 21/11 | 10 22/11 | 11 24/11 | 12 26/11 | Totaal | Tie-breaks |
| --------------- | --------- | ------ | ------- | ------- | ------- | ------- | ------- | ------- | ------- | ------- | -------- | -------- | -------- | ------ | ---------- |
| Magnus Carlsen  | 2835 (#1) | ½      | ½       | ½       | ½       | ½       | ½       | ½       | ½       | ½       | ½        | ½        | ½        | 6      | 3          |
| Fabiano Caruana | 2832 (#2) | ½      | ½       | ½       | ½       | ½       | ½       | ½       | ½       | ½       | ½        | ½        | ½        | 6      | 0          |